# Коста Тодоровић (мајор)
Коста Тодоровић (Ужице, 1882. — околина Сребренице, 14. септембар 1914) био је српски официр. Тодоровић је био мајор и командант Златиборског четничког одреда у саставу Ужичке војске.

## Биографија
Рођен је у Ужицу, а умро у борбама код Сребренице 14. септембра 1914. Коста Тодоровић је рано остао без родитеља што му отежава одрастање. Учио је занат послужујући по туђим кућама. Два разреда реалке завршио је у Ужицу, од 3. до 6. разреда у Београду, а остатак у Ваљеву. Пошто због младости није могао бити примљен у војну службу, Коста проводи време послужујући у кући Милорада Гођевца једног од три оснивача српског четничког покрета. Код њега се Коста надахњује патриотизмом и жељом за уједињењем Срба и улази у контакт са српским официрима и заграничним активностима српске владе и војске. По завршетку 7. разреда гимназије. Коста ступа у чувену 32. класу Војне Академије која је дала војводу Вука Поповића, војводу Брану Јовановића, Воју Танкосића и друге.
Као млад потпоручник Коста служи од 1901. године у родном граду Ужицу, а онда као капетан у Пожеги, а касније као погранични официр у Лозници. Већ тада Коста ступа у преписку са Принципом и његовим сарадницима који ће касније у Сарајеву убити Франца Фердинанда. Након атентата Коста бива оптужен за саучесништво и неко време се примирује. Још раније, за време рата са Турцима, Тодоровић се истакао у борби. О њему се почињу испредати легенде, важи за поузданог, храброг официра који је увек спреман се жртвовати за добробит отаџбине.
Када је након атентата објављен рат Аустроугарској, Коста се јавља у штаб Ужичке војске. Међутим, он по својој молби образује герилску чету и одлази у помоћ браћи са друге стране Дрине. Дана 4. августа 1914. године по наређењу српске Врховне команде формирана је у оквиру Горњачког одреда "Чета Косте Тодоровића" са око 150 људи под командом мајора Тодоровића. Та чета је прешла Дрину код Сребренице где је стигла 15. септембра 1914. године. Ту долази до жестоких борби са непријатељем у којој се Коста Тодоровић истиче као и небројано пута до сада. По другом извору, Тодоровић је са својим четницима ушао у Сребреницу 5/18. септембра 1914. године. Међутим, у потоњим борбама око Сребренице на Караџића брду са Аустријанцима, он бива тешко рањен у слабине и обе ноге и склања се са својим верним пратиоцима на место недалеко од јека борби. На његову несрећу, Аустријанци га ту налазе и 14. септембра 1914. године живог га спаљују заједно са својим саборцем Јованом Живановићем Ватреником, студентом родом из Брчког. По другом извору, Тодоровић је као тешко рањен извршио самоубиство, да га не ухвати живог непријатељ. Аустријска војска је стигла и спалила заједно леш Тодоровићев и живог студента Јована Живановића. Много српских четника је погинуло, а преостале живе преузео је под своју команду капетан Јова Првановић.
О погибији пешадијског мајора Косте Тодоровића и његовом спаљивању док је још био жив, писао је француски књижевник Анри Барби.

## Споменик
На десетогодишњицу спаљивања у септембру 1924. године преживели добровољци су му подигли споменик у Сребреници, који су усташе почетком Другог светског рата порушиле. Солунски борац Крсто Катанић из осаћанског села Лијешћа је спомен-плоче са овога споменика сачувао и закопао на своје имање. Пред смрт 1981. је своме сину повјерио мјесто гдје се спомен-плоче налазе. Крстин унук Стаменко Катанић је плоче откопао 1996, када су постављене у Сребреници.
Срби у Скеланима су након Првог светског рата прву основну школу назвали Државна Основна школа „Мајор Коста Тодоровић”, а школи је 1992. поново враћен тај назив. Подружница Савеза удружења ослободилачких ратова Србије од 1912. до 1920, му је на његов рођендан у центру Ужица подигла бисту 2000. године.